# 桑普森城 (佛羅里達州)
桑普森城（英語：Sampson City）是位於美國佛羅里達州布拉福縣的一個非建制地區。該地的面積和人口皆未知。

## 地理
桑普森城的座標為29°54′59″N 82°12′19″W / 29.91639°N 82.20528°W，而該地的平均海拔高度為5米（即16英尺）。